# Andreas Bourani

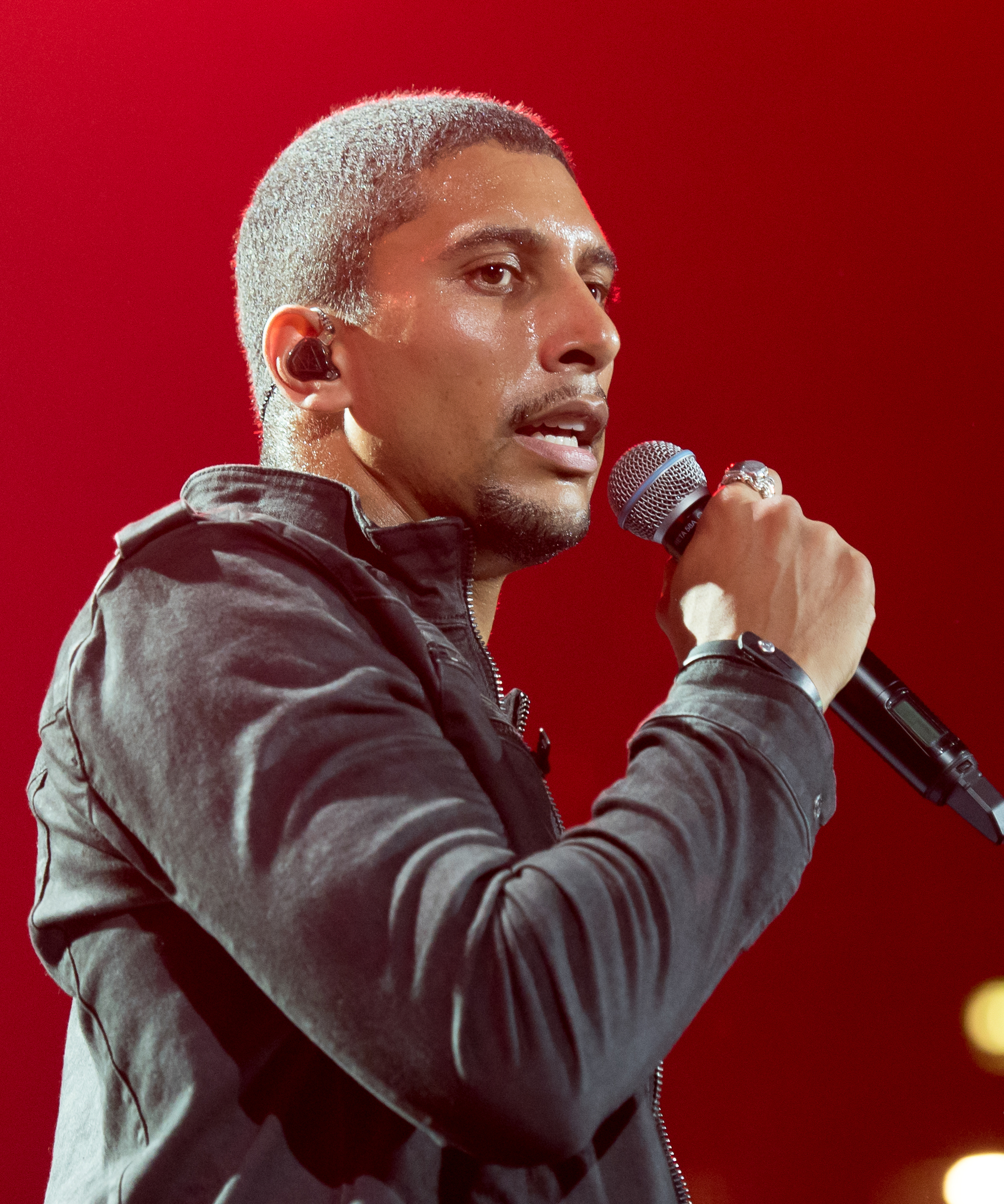
Andreas Bourani beim Global Citizen Festival in Hamburg (2017)

Andreas Bourani (* 2. November 1983 in Augsburg; aufgewachsen als Andreas Stiegelmair) ist ein deutscher Popmusiker und Synchronsprecher.

## Werdegang
Andreas Bourani wurde 1983 als Sohn ägyptischer Eltern, die er nie kennenlernte, in Augsburg geboren. Einige Tage nach seiner Geburt kam er in eine neue Familie und erhielt deren Familiennamen Stiegelmair. Er wuchs im Augsburger Stadtteil Bergheim mit zwei Schwestern auf und wurde am musischen Zweig des Gymnasiums bei St. Stephan unterrichtet. Seine Mutter war Lehrerin. In seiner Kindheit war er Ministrant. Inzwischen ist er aus der katholischen Kirche ausgetreten und bekennt sich zum Buddhismus.
Die Schulzeit beendete er vor dem Abitur in der 12. Klasse. Neben dem Gymnasium besuchte er die private Musikschule Downtown Music Institute, wo er auch Gesangsunterricht bekam. Er lebte zeitweise in München, und zog 2007 nach Berlin-Prenzlauer Berg.
2003 nahm er unter seinem Nachnamen Stiegelmair an der ZDF-Castingshow Die deutsche Stimme 2003 teil. Um den Namen seiner Eltern aus der Öffentlichkeit herauszuhalten, nahm er wieder seinen Geburtsnamen Bourani an.
Nachdem er mehrere Jahre auf kleinen Bühnen gespielt hatte, erhielt er 2010 einen Plattenvertrag bei Universal Music. Er trat bei Touren von Philipp Poisel und Culcha Candela im Vorprogramm auf. Radiosender wie Bayern 3, Fritz, 1 Live oder SWR3 nahmen Bouranis Lieder in ihr Programm auf.
Im Mai 2011 spielte er im Vorprogramm von Aura Dione auf dem 33. Deutschen Evangelischen Kirchentag Dresden. Im Mai 2011 erschien Bouranis Debütsingle Nur in meinem Kopf. Im Juni folgte die Veröffentlichung seines Debütalbums Staub & Fantasie, dessen Musik er zusammen mit Gitarrist Julius Hartog schrieb. Das Studioalbum spielten neben Bourani und Hartog Bassist Ralph Rieker und Schlagzeuger Jürgen Stiehle – beide von Die Happy – sowie Pianist Arne Augustin ein.
Im September 2011 trat Bourani beim Bundesvision Song Contest für Bayern an. Mit Eisberg, als zweite Single aus Staub & Fantasie ausgekoppelt, belegte den zehnten Platz. Im Oktober 2011 und im März 2012 ging Bourani auf Deutschlandtournee. Im Dezember 2011 erhielt er für 150.000 verkaufte Singles von Nur in meinem Kopf eine Goldene Schallplatte.
Im März 2012 veröffentlichte Bourani den Titel Wunder als letzte Auskopplung. 2012 trat Bourani im Vorprogramm der Lichter-der-Stadt-Tour 2012 der Band Unheilig auf, mit der er im August Wie wir waren veröffentlichte. Im April 2013 war Bourani für den Deutschen Musikautorenpreis der GEMA in der Kategorie Text Pop nominiert.
Im April 2014 erschien seine fünfte Single Auf uns als Vorabveröffentlichung des Albums Hey, das im Mai 2014 erschien. Sie stieg auf Platz eins der deutschen Singlecharts ein und zählt zu den meistverkauften Singles in Deutschland. Die ARD machte das Lied im Juni zum WM-Song für ihre Berichterstattung von der Fußball-Weltmeisterschaft 2014 in Brasilien. Nach dem Sieg der deutschen Mannschaft im Finale wurde es im Maracanã gespielt, und beim Empfang der Spieler auf der Berliner Fanmeile trat Bourani damit live auf.
Im September 2014 startete Bourani mit dem Lied Auf anderen Wegen zum zweiten Mal als Teilnehmer für Bayern beim Bundesvision Song Contest. Er belegte den sechsten Platz. Im Juli 2015 erschien die Single Ultraleicht, im August 2015 folgte eine gemeinsame Single mit Sido. Mit der Kollaboration Astronaut erreichte Bourani zum zweiten Mal Position eins der deutschen Charts. Im Oktober 2015 erschien mit Hey (Live) das erste Livealbum von Bourani.
2015 war Bourani als Coach in der fünften Staffel der TV-Casting-Show The Voice of Germany zu sehen. Teilnehmer aus seinem Team belegten nach Telefonabstimmung den zweiten und dritten Platz der Sendung. 2016 gewann er mit Tay Schmedtmann, einem Kandidaten aus seinem Team, die 6. Staffel der Sendung. Danach übernahm Mark Forster seinen Platz als Coach in der 2017 folgenden Staffel. Im Jahr 2019 erschien mit Radio Song (MTV Unplugged 2) ein Feature mit Udo Lindenberg.
Im Juli 2021 erschien Willkommen zurück, eine Single des deutschen Popsängers und Rappers Clueso, bei dem Bourani als Featuregast mitwirkt. Für Bourani war es die erste Veröffentlichung nach zweieinhalb Jahren.

## Tourneen
- 2011/12: Staub & Fantasie Tour
- 2014/15: Hey Tour
- 2017: Die Welt von oben Tour

## Diskografie
Studioalben

| Jahr | Titel Musiklabel                       | Höchstplatzierung, Gesamtwochen, AuszeichnungChartplatzierungen (Jahr, Titel, Musiklabel, Platzierungen, Wochen, Auszeichnungen, Anmerkungen) | Höchstplatzierung, Gesamtwochen, AuszeichnungChartplatzierungen (Jahr, Titel, Musiklabel, Platzierungen, Wochen, Auszeichnungen, Anmerkungen) | Höchstplatzierung, Gesamtwochen, AuszeichnungChartplatzierungen (Jahr, Titel, Musiklabel, Platzierungen, Wochen, Auszeichnungen, Anmerkungen) | Anmerkungen                                             |
| Jahr | Titel Musiklabel                       | DE | AT | CH | Anmerkungen                                             |
| ---- | -------------------------------------- | --- | --- | --- | ------------------------------------------------------- |
| 2011 | Staub & Fantasie Universal Music (UMG) | DE23 Gold · (20 Wo.)DE | AT27 (10 Wo.)AT | CH22 (4 Wo.)CH | Erstveröffentlichung: 10. Juni 2011 Verkäufe: + 100.000 |
| 2014 | Hey Vertigo Records (UMG)              | DE3 ×7Siebenfachgold · (135 Wo.)DE | AT3 ×2Doppelplatin · (81 Wo.)AT | CH3 Platin · (106 Wo.)CH | Erstveröffentlichung: 9. Mai 2014 Verkäufe: + 750.000   |

## Filmografie
Als Schauspieler
- 2018, 2019: jerks. (Fernsehserie, Folgen Seitensprung, Rausch)

Als Synchronsprecher
- 2014: Baymax – Riesiges Robowabohu (deutsche Synchronstimme des Fred)
- 2015: Hotel Transsilvanien 2 (deutsche Synchronstimme des Jonathan)
- 2016: Vaiana (deutsche Synchronstimme von Maui)

Als Gastsänger
- 2018: MTV Unplugged 2 Live vom Atlantik von Udo Lindenberg

Fernsehen
- 2015 The Voice of Germany, Coach, Sat.1/ProSieben
- 2015 Sing meinen Song, Vox

## Auszeichnungen
- 1Live Krone
  - 2015: in der Kategorie Beste Single (Astronaut) mit Sido

- Echo Pop
  - 2015: in der Kategorie Radio-ECHO (Auf uns)
  - 2016: in der Kategorie Künstler national Rock/Pop (Hey)

- Radio Regenbogen Award
  - 2011: in der Kategorie Newcomer des Jahres
  - 2015: in der Kategorie Song des Jahres (Auf uns)

- Bambi
  - 2015 für Musik national